# John "Tjodde" Nilsson
John Henry "Tjodde" Nilsson, född 4 september 1909 i Landskrona, död 13 september 1988 i Landskrona, var en svensk fotbollsspelare (anfallare).
Nilsson representerade Landskrona Bois, och gjorde 290 allsvenska matcher för klubben mellan 1927 och 1942. Sammanlagt blev det 514 matcher och 203 mål för Nilsson i Landskrona innan han slutade 1944. Han spelade år 1930 en A-landskamp för Sverige (inga mål), och åren 1930–1935 tre B-landskamper.
Nilssons bröder Harry och Arne spelade också fotboll i Landskrona.